# Визель, Михаил Яковлевич
Михаи́л Я́ковлевич Ви́зель (род. 20 июля 1970 года, Москва) — российский журналист, писатель, литературный критик и переводчик.

## Биография
Окончил Московский институт химического машиностроения и Литературный институт имени А. М. Горького (семинар переводчиков итальянской литературы Е. М. Солоновича, 1993—1998).
Печатался в «Российской газете», «Литературной газете», «Книжном обозрении», газетах «Известия», «Ведомости», «Культура», журналах «Новый мир», «Иностранная литература», «Geo», «Колокол» (Лондон). Участвовал в старейшем литературном конкурсе Рунета «Арт-тенёта» как литературный критик; публиковался в «Русском журнале» (1998—1999); с 1999 года был редактором отдела переводов журнала «Сетевая словесность». Сайты «Лехаим», «Zvuki.ru», «Colta.ru» публиковали его музыкально-критические материалы.
В 1999—2004 годах был редактором новостного сайта «Лента.ру», в 2000—2002 годах вёл раздел «Культура» в этом интернет-издании. Впоследствии написал посмертную биографическую книгу о создателе издания Антоне Носике (издана в 2022 г.).
В октябре 2004 года стал директором по развитию Фундаментальной электронной библиотеки «Русская литература и фольклор» и работал в этом качестве до июня 2006 года. С конца 2004-го до января 2007-го был книжным обозревателем журнала «Time Out Москва».
С 2006 года по настоящее время регулярно пишет материалы о культуре для газеты «Ведомости».
С 2015 года является шеф-редактором портала «Год литературы».
Автор книг о путешествиях, культурологии и языкознании. Принимал участие в создании посвящённого диалектизмам сборника «Тотальные истории. О том, как живут и говорят по-русски» (издательство «Эксмо», 2019).

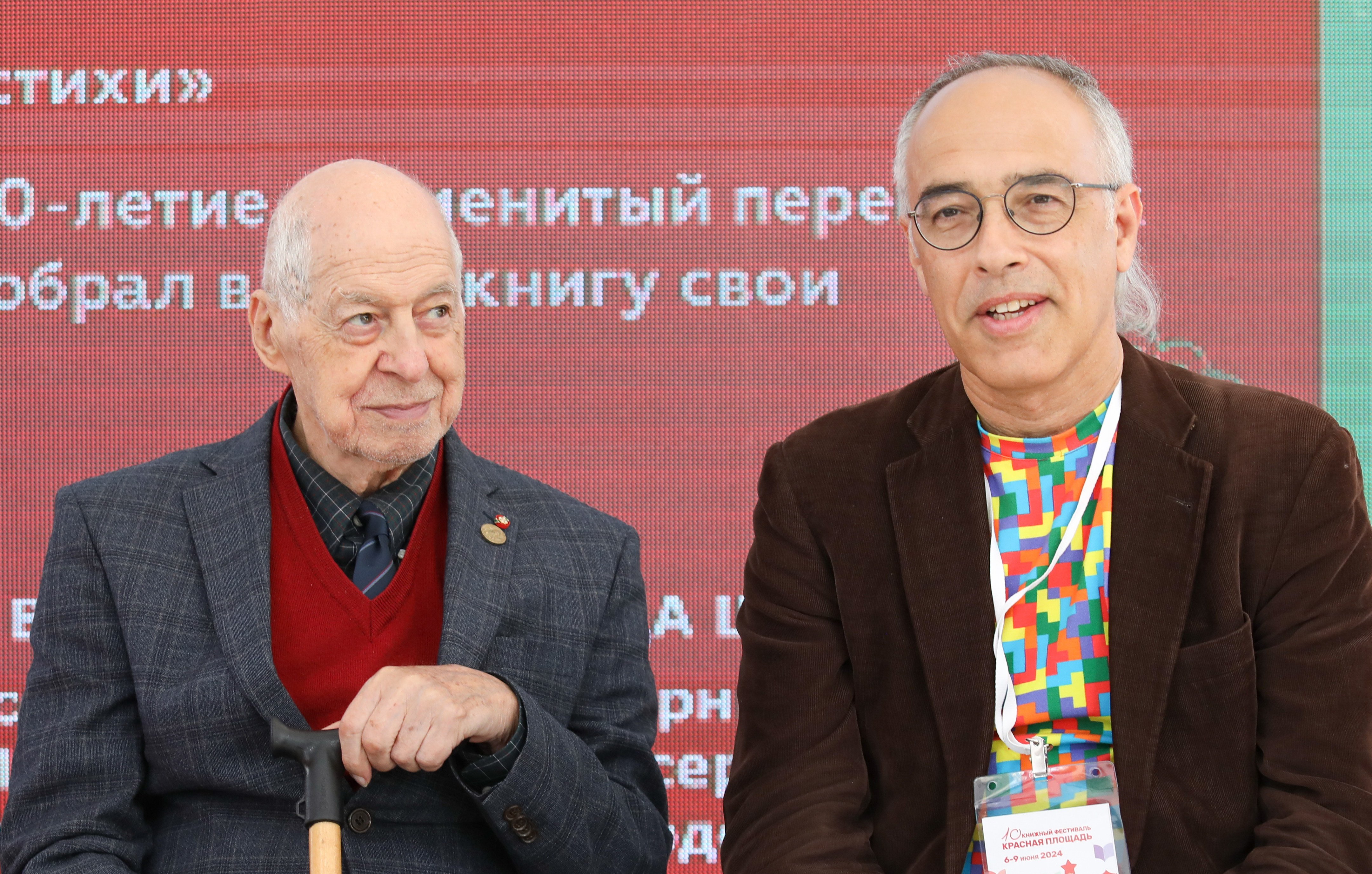
Евгений Солонович и Михаил Визель на фестивале «Красная площадь» – 2024